# Немачки савезни архив
Немачки савезни архив или Бундесархив (BArch) јесте Национални архив Немачке. Основани су на садашњој локацији у Кобленцу 1952. године.
Архив је институционално подређен Савезном комесару за културу и медије (Клаудија Рот од 2021.) а пре 1998.  били су подређени Савезном министарству унутрашњих послова.
Архива је 6. децембра 2008. поклонила 100.000 фотографија јавности, тако што је учинила да буду доступне преко Викимедијине оставе.